# Fondacio
 (30 novembre 2021).
 (août 2022).
Fondacio est un mouvement catholique international qui a pour but l'humanisation de la société dans l'esprit de l’Évangile, par la rencontre et l'amitié avec le Christ : 
- Des hommes et de femmes se rassemblent. Par la prière et le partage, ils cherchent l'Esprit de l’Évangile dans leur existence.
- Des laïcs se forment pour être acteurs, en tant que chrétiens, dans l’Église et la société.
- Des laïcs sont envoyés en mission au nom de l’Évangile.
- Des projets sont initiés pour répondre aux aspirations du monde contemporain (invitation du Concile Vatican II à lire les signes des temps et à accompagner l'œuvre de l'Esprit au cœur du monde).

Fondacio, qui compte 3 000 personnes engagées, est présent dans vingt pays et sur quatre continents. Il œuvre pour l'unité des chrétiens. L’association catholique de fidèles Fondacio, reconnue par l’Église catholique, est en lien avec les Églises orthodoxes et protestantes.

## Historique
La  Communauté Chrétienne de Formation est créée à Poitiers, en 1974, dans l'esprit du Renouveau charismatique catholique par Jean-Michel Rousseau, jeune économiste laïc, et sa femme Jane. Elle vise à la formation de jeunes adultes. 
Dès 1980, l'arrivée de personnes à responsabilités sociales et de laïcs engagés dans les paroisses la conduit à élargir son champ d’action à une dimension internationale. 
Cette même année, la CCF devient « Chrétiens pour la cité nouvelle », puis les « Nouvelles communautés chrétiennes » en 1981, et enfin les « Fondations du monde nouveau » en 1987.
En 1991, accusé d'avoir abusé sexuellement d'une dizaine de femmes,, Jean-Michel Rousseau est contraint de démissionner de l’association en reconnaissant les faits, avant de rejoindre l'Église orthodoxe où il est ordonné prêtre, sous le nom de « Michaël ».
Jean-Michel Rousseau fait l'objet de cinq plaintes déposées entre 2022 et 2025 pour agressions sexuelles, viols, y compris sur une mineure, et malversations financières, faits qui auraient été commis entre 1974 et 1991, ce que conteste le mis en cause. Selon L'Express, les faits ont été couverts aussi bien par les responsables des Fondations du monde nouveau que par des responsables ecclésiaux.

### Fondacio
Lors du congrès de 2004, au Chili, le nom de Fondacio est adopté. Puis, en 2008, le Conseil Pontifical pour les laïcs érige la Communauté Fondacio Association internationale de fidèles de Droit Pontifical ad experimentum pour une durée de 5 ans.
Au Congrès de 2008, à Borzée (Belgique), Ignacio Rosselot est élu Président de Fondacio, puis au Congrès de 2013 à Simbata (Roumanie), François Prouteau. Au congrès de 2023 au Togo, c'est une présidence Collégiale qui est choisie: Benoit Vignon, Ignacio Rosselot, Kathleen Deckmyn, Cécile Villegas et Jérome Tozé. La Congrégation Fondacio dont le siège est à Versailles est reconnue légalement depuis le 15 septembre 2009[Par qui ?].
Considérant la consolidation et le développement de Fondacio, le Conseil Pontifical pour les Laïcs décrète le 12 juin 2015 la confirmation de la reconnaissance de l'association Fondacio comme association privée internationale de fidèles et l'approbation définitive de ses statuts.

## Vocation
Fondacio s'adresse à l'humain dans sa dignité et sa singularité, selon une triple dynamique - personnelle, communautaire, missionnaire :  
- « Être soi » en accompagnant chacun suivant un développement intégral et respectueux de la personne.
- « Être avec » en posant l'altérité comme fondement de la croissance de sujets libres et responsables et de la construction de relations solidaires.
- « Être pour » en permettant et encourageant une fécondité personnelle et une réponse collective aux enjeux du monde contemporain.

Le charisme de Fondacio est celui de l'amitié avec Jésus. Son but est d’œuvrer à la construction d'un monde plus humain et plus juste, avec le souci de la sauvegarde de la "maison commune" (Laudato Si', Encyclique du Pape François). 
Basée sur la rencontre et le respect de l’autre tel qu’il est, avec ses différences, la dimension œcuménique se vit dans le partage, les relations fraternelles et la mission. Fondacio veut participer au souci de l’Église catholique du « retour à la pleine et visible unité des chrétiens » (Benoît XVI ; Rencontre œcuménique à Cologne le 19 août 2005) d’après les indications du Décret conciliaire Unitatis Redintegratio et les orientations du « Directoire pour l’Application des Principes et des Normes sur l’Œcuménisme ».
Fondacio se reçoit du courant de grâce œcuménique du Renouveau charismatique catholique qui bénéfice des services de Charis, né de la volonté du Pape François (Pentecôte 2019). François Prouteau est membre du service international de communion de Charis nommé par le Dicastère pour les Laïcs, la Famille et la Vie.
L'action missionnaire de Fondacio fondée sur l’Évangile s'appuie sur cinq axes prioritaires :
- les jeunes,
- les couples et les familles,
- les personnes âgées,
- les acteurs et responsables dans la société (économie, santé, éducation, politique, communication, etc.),
- la pauvreté, qu’elle soit affective, psychologique, spirituelle ou matérielle, en se référant aux paroles de saint Jacques : « La foi sans les œuvres est morte. » (Jc 2, 26)[11].

## Structure
Fondacio est dirigé par un président et un conseil, élus pour cinq ans par le Congrès. Le Président actuel est Benoît Vignon, élu en 2023 au Congrès de Lomé (Togo). 
Le Congrès de Fondacio réunit tous les cinq ans les délégués des pays, et fixe ses lignes d’action. Les décisions du Congrès sont mises en œuvre par le conseil qui, avec le Président, exprime l’unité des divers éléments constitutifs de Fondacio. 
Dans chaque pays, la communauté est dirigée suivant un principe de subsidiarité, par un responsable et un conseil national qui travaillent avec le Conseil de Fondacio. 
Fondacio s’adresse à un large réseau de bénéficiaires : 150 000 bénéficiaires à travers le monde.
Fondacio accompagne ceux qui expriment un engagement enraciné dans la spiritualité chrétienne (l’Évangile, Jésus Christ, la relation à Dieu), et mis en œuvre selon la triple dynamique (personnelle, communautaire et missionnaire) et une participation financière.
Après un engagement d'au moins sept ans, ils peuvent devenir “engagés dans la durée” pour vivre pleinement la spiritualité de Fondacio incarnée dans les secteurs clés de l’existence.

### Reconnaissance

#### Reconnaissance ecclésiale
En décembre 2008, Fondacio est devenu « association internationale de fidèles » de droit pontifical.

#### Reconnaissance civile
La communauté a le statut d'association loi de 1901 et ses comptes sont publiés au Journal officiel.

## Implantation
La communauté, née en France, est présente sur quatre continents :
- Europe :  Belgique[14],  France,  Royaume-Uni
- Afrique :  Bénin[15],  Burkina Faso,  République démocratique du Congo,  République du Congo,  Côte d'Ivoire,  Ghana,  Guinée,  Togo
- Amérique :  Chili,  Colombie
- Asie :  Birmanie,  Laos,  Malaisie,  Philippines

## Publication
- Aimer l'Église, aimer le monde, Le Cerf, 2005.
- Former, oui… mais dans quel sens, Harmattan, 2006.
- Empowering asia's laity, Claretian publications, 2014.